# Yamaji Motoharu
Yamaji Motoharu est un nom japonais traditionnel ; le nom de famille (ou le nom d'école), Yamaji, précède donc le prénom (ou le nom d'artiste).

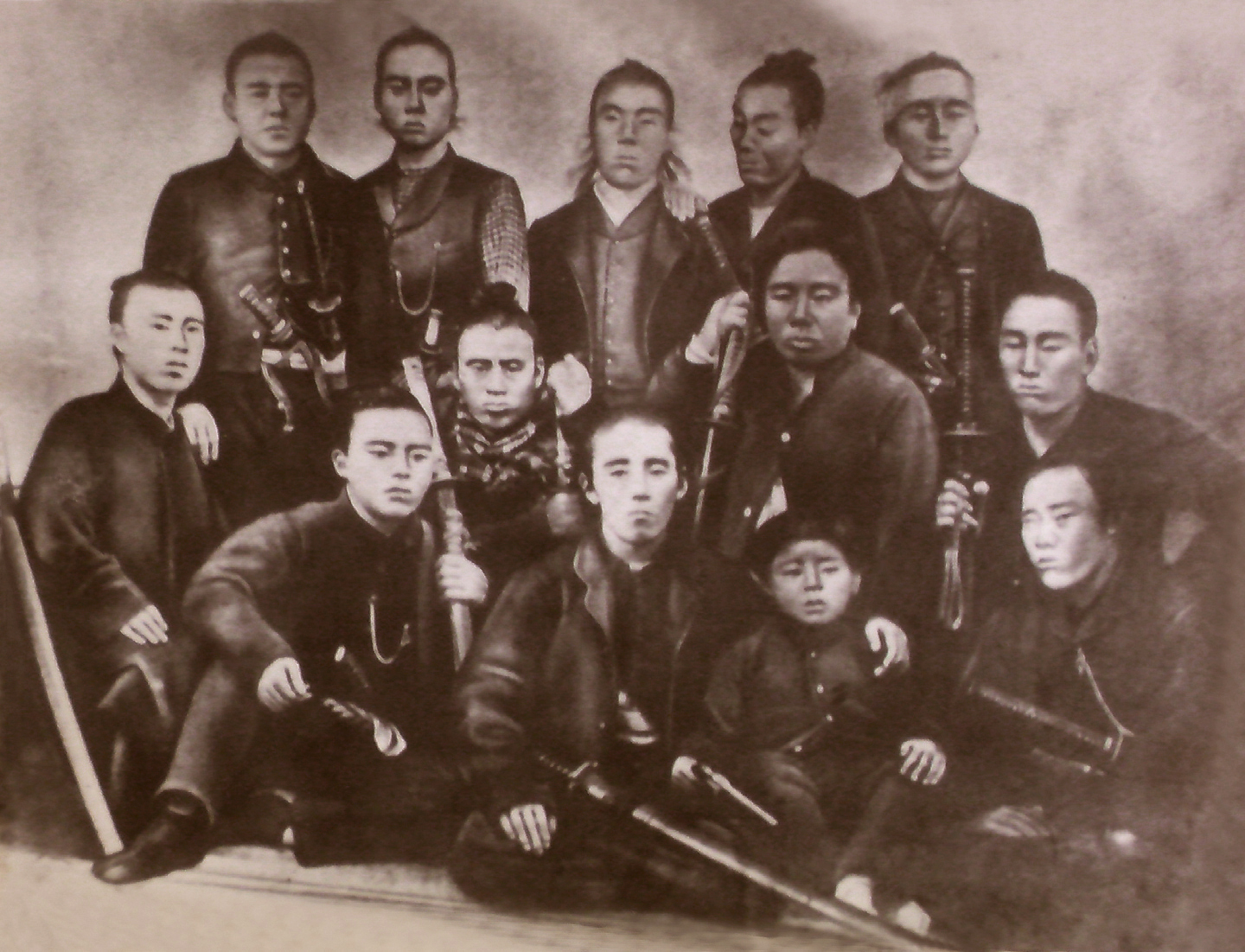
La Jinshotai (premier rang de gauche à droite : Ban Gondayu, Itagaki Taisuke, Tani Otoi (enfant), Yamaji Motoharu. Deuxième rang de gauche à droite : Tani Shigeki (Sinbei), Tani Tateki (Moribe), Yamada Kiyokado (Heizaemon), Yoshimoto Sukekatsu (Heinosuke). Troisième rang de gauche à droite : Kataoka Masumitsu (Kenkichi), Manabe Masayoshi (Kaisaku), Nishiyama Sakae, Kitamura Shigeyori (Chobei), Beppu Hikokuro).

Le vicomte Yamaji Motoharu (山地 元治) (10 septembre 1841 - 3 octobre 1897) est un général de l'armée impériale japonaise.

## Biographie
Fils aîné d'un samouraï au service du clan Yamauchi, Yamaji est né dans le domaine de Tosa (actuelle préfecture de Kōchi). À 13 ans, il perd la vue de son œil droit, mais en dépit de cette infirmité, il est nommé commandant de compagnie durant la guerre de Boshin de la restauration de Meiji et participe à la bataille de Toba-Fushimi, et aux campagnes dans le Nord du japon. Durant ce conflit, il est promu commandant de brigade, et reçoit un revenu de 150 koku.
Après la guerre, Yamaji s'installe à Tokyo et est nommé lieutenant-colonel dans la nouvelle armée impériale japonaise. Durant le Seikanron, il prend parti pour ses camarades de Tosa, Itagaki Taisuke et Gotō Shōjirō, mais quitte sa commission et retourne à Tosa participer au mouvement pour la liberté et les droits du peuple. Il se brouille peu après avec Itagaki et retourne au service militaire.
Durant la rébellion de Satsuma, il commande le 4e régiment d'infanterie de mars à octobre 1877, sert comme chef d'État-major de la 3e brigade d'infanterie, et commande par la suite les 3e et 12e régiments d'infanterie. Il est promu au rang de lieutenant-général en février 1881, et commandant de la garnison de Kumamoto.
Yamaji est ensuite commandant de la garnison d'Osaka, de la 2e brigade d'infanterie, de la garnison de Kumamoto (pour la deuxième fois), et est promu major-général en décembre 1886. En mai 1887, il reçoit le titre de baron (danshaku) selon le système de noblesse kazoku. 
En mai 1888, avec la réorganisation de l'armée en divisions orchestrée par le conseiller étranger allemand Jacob Meckel, Yamaji est nommé commandant de la nouvelle 6e division, puis de la 1re. Il combat à Jinzhou puis à la bataille de Lüshunkou durant la première guerre sino-japonaise, pendant laquelle il se rend responsable du massacre de Port-Arthur. En août 1895, il est élevé en vicomte (shishaku).
Il meurt à Hōfu en 1897.